# Cloretoxifos
Cloretoxifos (O,O-dietil-O-(1,2,2,2-tetracloroetil) fosforotioato) é um inibidor da organofosfato acetilcolinesterase utilizado como insecticida . É registrado para o controle de larvas de milho, lagartas, larvas de milho, larvas brancas. O inseticida é vendido sob o nome comercial Fortress® pela EI du Pont de Nemours & Company.
Estima-se que o uso doméstico anual de cloretoxifos varie de 8.500 a 17.800 libras de ingrediente ativo para aproximadamente 37.000 a 122.000 acres tratados. Aproximadamente 1% de toda a área plantada de milho é tratada.
Cloretoxifos tem um tipo de fosforotioato de O-alquila do grupo fósforo que faz com que seja semelhante a compostos, tais como clorpirifos-metila, coumafos, diazinon, diclofentião, fenitrotião, fentião, paratião, paratião-metilo, pirazofos, pirimifos-metilo, sulfotep, temefos, e tionazina .
O composto não tem aprovação regulamentar da UE para ser utilizado como insecticida, uma vez que pode ser prejudicial para o ambiente aquático e é considerado muito tóxico para os seres humanos.

## Mecanismo de ação
O principal alvo dos inseticidas organofosforados, como o cloretoxifos, em ambos os insetos e mamíferos é o sistema nervoso, inibindo a acetilcolinesterase. A função da acetilcolinesterase é quebrar o neurotransmissor acetilcolina que é liberado nas terminações nervosas colinérgicas em resposta a estímulos nervosos. Compostos organofosforados inibem a acetilcolinesterase pela formação de uma ligação covalente entre o composto e o sítio ativo da AChE. Ao inibir a acetilcolinesterase, a acetilcolina se acumula na fenda sináptica, atingindo níveis tóxicos. A perda da atividade da AChE leva à estimulação nervosa excessiva, que resulta em paralisia neuromuscular e pode até causar insuficiência respiratória.
Os inseticidas organofosforados não só têm um efeito adverso no sistema nervoso, como também afetam outros processos no corpo. Estudos recentes mostram que inseticidas organofosforados inibem enzimas que participam do metabolismo de xenobióticos.

## Metabolismo
Metabolismo de organofosforados ocorre principalmente no fígado, mas também em outros órgãos, como o intestino. Antes que os cloretoxifos possam atuar como um inibidor, as enzimas da fase I precisam ativar o organofosfato. A fase I do metabolismo envolve oxidação e hidrólise . Por dessulfuração oxidativa, as enzimas CYP substituem o grupo tionoide por um grupo oxono. Após a oxidação, a hidrólise do organofosfato por esterases ocorre. A desintoxicação ocorre quando a esterase A cliva o composto. Além destes processos, na fase I também pode ocorrer a retirada oxidativa das cadeias laterais ou clivagem oxidativa do grupo de saída. Os produtos do metabolismo da fase I são mais hidrofílicos, facilitando a sua conjugação no metabolismo da fase II. Na fase II, apenas as reações de desintoxicação ocorrem e após estas reações, os compostos são excretados através da urina. Os produtos do metabolismo de cloretoxifos incluem ácido dicloroacético, ácido tricloroacético e tricloroetanol, devido à clivagem da ligação PO-tetracloretoxi.
As enzimas mais importantes no metabolismo dos compostos organofosforados são o CYP1A1, CYP2B6, CYP3A4 e CYP2C19. Os primeiros três citocromos catalisam a dessulfuração oxidativa, enquanto o CYP2C19 é importante para a clivagem oxidativa do grupo de saída e desintoxicação.
Quando o clorofosfoxo marcado radioativamente foi administrado oralmente a ratinhos e ratos, foi rapidamente eliminado. Sete dias após a exposição, a maior parte da dose radioativa foi recuperada na urina e nas fezes.

## Tratamento
Em caso de qualquer tipo de intoxicação por organofosforados, a situação deve ser tratada como uma emergência e o paciente deve ser enviado rapidamente para o hospital . Alguns sintomas podem se desenvolver rapidamente, mas há um atraso no aumento da gravidade até 48 horas após o envenenamento. Todos os tratamentos baseiam-se em minimizar a absorção, um tratamento de suporte geral como a respiração artificial e o tratamento farmacológico específico, como a administração frequente de atropina ou pralidoxima e diazepam .
O tratamento da intoxicação por chloretoxifos deve consistir na injeção de sulfato de atropina . A atropina é um antagonista competitivo e reversível dos receptores muscarínicos da acetilcolina. As injeções devem ser intramusculares e devem ser administradas a cada 10 minutos até que o paciente esteja em estado de atropinização total. Este estado atropinizado é caracterizado por pupilas dilatadas, pele seca e aumento da frequência cardíaca. Sempre que os sintomas de chloretoxfos começarem a reaparecer, a atropina deve ser injetada novamente. O estado de atropinização do paciente deve ser sempre mantido. Dosagem de atropina é diferente entre diferentes grupos etários. Crianças e bebês têm uma dose máxima de 0,05   mg / kg. Quando adultos estão gravemente intoxicados, a dose pode chegar a 4   mg. Nos casos leves 1 ou 2   mg será necessário. No total, durante as primeiras 24 horas, 20 ou 30   mg pode ser necessário.
Além da atropina, a intoxicação por chloretoxifos pode ser tratada com cloreto de pralidoxima, também conhecido como cloreto de 2-PAM. O 2-PAM pode ser usado como um antídoto eficaz além da atropina para manter o paciente em estado de atropinização. O composto pralidoxima é administrado para regenerar a acetilcolinesterase. O composto deve ser administrado rapidamente após o envenenamento, porque se a enzima fosforilada for deixada envelhecer, então não será mais um antídoto eficaz. Crianças e bebês têm uma dose máxima de 20 a 50   mg / kg. Para adultos, uma dose inicial de 1 grama deve ser injetada. Este 1 grama de 2-PAM é preferencialmente injectado como uma infusão de 250 cc de solução salina durante um período de tempo de 15 a 30 minutos. Como alternativa, o 2-PAM pode ser injetado lentamente por injeção intravenosa como uma solução a 5% em um período mínimo de dois minutos. Após uma hora, se a fraqueza muscular não tiver sido aliviada, uma segunda dose de 1 grama deve ser administrada.
Além da atropina e da pralidoxima, o diazepam deve ser usado no tratamento de casos graves de intoxicação por cloretoxifos. O diazepam é usado principalmente para aliviar a ansiedade, mas, em seguida, neutraliza alguns dos sintomas do sistema nervoso central que a atropina não afeta. Uma dose de 10   mg deve ser administrado por injeção intravenosa. Quando necessário, a injeção de diazepam pode ser repetida.
Como o cloretoxifos é um composto lipofílico, ele pode ser armazenado em depósitos de gordura e liberado durante um período de muitos dias. Para evitar quaisquer sintomas posteriores de intoxicação, o tratamento com 2-PAM pode continuar por mais alguns dias.

### Primeiros socorros[7]
| Ingestão            | Contacte imediatamente um médico para aconselhamento sobre o tratamento. O vômito não deve ser induzido a menos que seja aconselhado por um médico. Se for capaz de engolir, deixe a pessoa beber um copo de água. Uma pasta de carvão ativado na água pode ser usada. Se inconsciente, não deixe a pessoa digerir nada. |
| Na pele ou na roupa | Contacte imediatamente um médico para aconselhamento sobre o tratamento. Se aplicável, remova as roupas contaminadas. Use bastante água para enxaguar a pele imediatamente por 15 a 20 minutos. |
| Inalação            | Contacte imediatamente um médico para aconselhamento sobre o tratamento. Imediatamente deixe a pessoa inalar ar fresco. No caso de a pessoa não conseguir respirar, dê respiração artificial pelo boca-a-boca. |
| Olhos               | Contacte imediatamente um médico para aconselhamento sobre o tratamento. Imediatamente use água para enxaguar suavemente os olhos por 15 a 20 minutos com bastante água. Se aplicável, remova as lentes de contato após os primeiros cinco minutos de enxágue suave.                                                     |